# Eliakim Araújo
Eliakim Araújo Pereira Filho, meglio conosciuto come Eliakim Araújo (Guaxupé, 28 aprile 1941 – Fort Lauderdale, 17 luglio 2016), è stato un giornalista brasiliano.

## Biografia
Il 1 giugno 1961, quando aveva 20 anni, studente di giurisprudenza, fu assunto come redattore da Radio Continental a Rio. Inizia così la sua carriera giornalistica, come racconta un'intervista rilasciata a Jornal da ABI 370 e resa disponibile sul blog Dois Pontos. Poco dopo diventa redattore e presentatore della newsletter Reportagem Ducal. Fu in questa condizione che annunciò le dimissioni del presidente Jânio Quadros, nell'agosto 1961.
Dopo quasi vent'anni di lavoro su Rádio Jornal do Brasil, a Rio de Janeiro, nel 1983 è stato invitato da TV Globo a presentare Jornal da Globo, dove è rimasto fino al 1989, avendo anche presentato sporadicamente le edizioni di quasi tutti gli altri notiziari dell'emittente. Nel 1984, ha ancorato il raduno Diretas Já a Candelária, Rio de Janeiro.
Si è dimesso da Globo ed è andato a Rede Manchete, dove ha presentato, insieme alla collega giornalista Leila Cordeiro, con la quale è stato sposato dal 1984 fino alla sua morte, il principale telegiornale dell'emittente, Jornal da Manchete.
Nel 1989, Eliakim ha rappresentato Rede Manchete nei due dibattiti presidenziali, tra Fernando Collor de Mello e Luiz Inácio Lula da Silva, trasmessi da un pool di stazioni quell'anno. Fu la prima elezione diretta a presidente della repubblica, dopo il colpo di Stato militare del 1964.
Nel 1992, invitati da Silvio Santos e dall'allora direttore nazionale del giornalismo della SBT, Marcos Wilson, la coppia si trasferì a San Paolo, dove presentarono inizialmente Aqui Agora e, nel 1993, a causa della partenza di Lillian Witte Fibe dalla stazione , ha rilevato Jornal do SBT per più di quattro anni.
Nel 1997 arrivò l'invito della rete televisiva americana CBS ad ancorare il primo canale di notizie internazionali in portoghese, CBS Telenoticias, che aveva un telegiornale omonimo (CBS Telenotícias) su SBT. Il progetto è durato tre anni. Eliakim e Leila hanno quindi deciso di rimanere negli Stati Uniti con i loro figli. Per tre anni ha presentato Câmera Record News, che mostrava documentari del programma americano 60 Minutes, della CBS, una delle più grandi reti televisive e radiofoniche degli Stati Uniti.
Nel 2016, a Eliakim è stato diagnosticato un cancro al pancreas ed è stato ricoverato in un ospedale di Fort Lauderdale, dove risiedeva, per i trattamenti chemioterapici. Tuttavia, un mese dopo la diagnosi, Eliakim è morto il 17 luglio, all'età di 75 anni, a causa delle complicazioni della malattia.